# ديكون بلو
ديكون بلو هي فرقة بوب روك اسكتلندية تشكلت في غلاسكو خلال عام 1985. تتألف تشكيلة الفرقة من المطربين ريكي روس ولورين ماكنتوش والعازف على آلة المفاتيح جيمس برايم وعازف الطبول دوجي فيبون. أصدرت الفرقة ألبومها الأول راينتاون في 1 مايو 1987 في المملكة المتحدة والولايات المتحدة في فبراير 1988. ألبومهم الثاني، عندما يعرف العالم باسمك (1989)، تصدّر مخطط ألبومات المملكة المتحدة لمدة أسبوعين.